# December 2003
Dit artikel geeft een chronologisch overzicht van alle belangrijke gebeurtenissen per dag in de maand december van het jaar 2003.

## Gebeurtenissen

### 1 december
- Aids - De Wereldgezondheidsorganisatie (WHO) wil dat aan aidspatiënten wereldwijd medicijnen worden verstrekt. In 2005 moeten drie miljoen hiv-besmetten toegang hebben tot medicatie.
- India/Pakistan - De luchtvaartverbinding tussen India en Pakistan zal worden hersteld. Hierover zijn de twee landen het eens geworden in New Delhi.
- OVSE - In Maastricht is vandaag de jaarlijkse vergadering van de OVSE begonnen. De vergadering in het MECC heeft als thema's veiligheid in de 21e eeuw, en mensenhandel. De OVSE heeft Georgië financiële steun toegezegd voor het organiseren van de verkiezingen in januari 2004.
- Servië - Slobodan Milošević heeft de leiding van de Socialistische Partij van Servië gevraagd hem tot lijsttrekker te benoemen bij de parlementsverkiezingen in december 2003.
- Aids - Het Verbond van Verzekeraars overweegt mensen die besmet zijn met het Hiv toe te laten tot een levensverzekering. De levensverwachting van mensen met hiv is de laatste jaren fors gestegen.
- Nederland - Steeds minder ouders van basisschoolleerlingen kunnen het schoolreisje en de ouderbijdrage betalen.
- Wet op de orgaandonatie (Nederland) - Een meerderheid van de Nederlanders is voorstander van automatische orgaandonatie zo blijkt uit onderzoek van het Rathenau Instituut.

### 2 december
- Anticonceptie - Belgische vrouwen jonger dan 20 jaar betalen vanaf april bij de apotheker 3 euro per maand minder dan de gewone prijs voor de anticonceptiepil en andere anticonceptiva. Het doel van deze maatregel is het aantal tienerzwangerschappen te verminderen.
- Computercriminaliteit - De hacker Frans Devaere, beter bekend als ReDaTtAcK, wordt door de Gentse correctionele rechtbank veroordeeld tot een jaar voorwaardelijke gevangenisstraf voor het hacken van vijf websites. Hij moet ook een boete en een schadevergoeding betalen.
- Nederland/inkomenspolitiek - Door een opeenstapeling van maatregelen gaan lage inkomens er tot 8 procent op achteruit, zo blijkt uit een brief van minister De Geus aan de Tweede Kamer. Hogere inkomens gaan er juist tot maximaal 8 procent op vooruit.
- Dierenrechtenactivisme - De Tweede Kamer vindt dat dierenrechtenactivisten die geweld gebruiken als terroristen moeten worden beschouwd.
- OVSE - De Amerikaanse minister van Buitenlandse Zaken Colin Powell is aangekomen op de tweede dag van de jaarvergadering van de OVSE in Maastricht. Tijdens een demonstratie tegen zijn komst worden twee arrestaties verricht.

### 3 december
- België/Alstom - Werknemers van de transformatorenfabriek Alstom in Beyne-Heusay hebben drie directeuren gegijzeld. Ze zijn tegen de aangekondigde sluiting van de fabriek in maart 2004, waarbij 131 mensen hun baan zullen verliezen.
- Rotterdam - Volgens hoogleraar staatsrecht D.J. Elzinga van de Rijksuniversiteit Groningen is het afsluiten van Rotterdam voor minima in strijd met artikel 1 van de Grondwet.
- Kabinet-Balkenende II - Ben Bot is beëdigd tot minister van Buitenlandse Zaken.
- België - De Belgische krant De Financieel Economische Tijd verandert haar naam in De Tijd.

### 4 december
- Rwanda-tribunaal - Het Rwanda-tribunaal heeft een uitgever en twee directeuren van het radiostation RTLM veroordeeld wegens aanzetten tot genocide en misdaden tegen de menselijkheid, wegens hun rol bij de genocide op de Tutsi-minderheid in april 1994.
- Nasleep van de Golfoorlog 2003 - Minister Kamp van Defensie vindt het dringend noodzakelijk 70 commando's naar de Iraakse provincie Al-Muthanna te sturen. Hij is niet bereid overleg met de Tweede Kamer af te wachten.
- Nederland - Twee medewerkers van een Albert Heijn-franchisevestiging in Amsterdam blijken 28 november te zijn aangehouden nadat ze twee agressieve klanten geslagen hadden. Beide medewerkers zijn eerder aangehouden voor eenzelfde vergrijp.

### 5 december
- Tsjetsjeens terrorisme - In het zuiden van de Russische Federatie, in Yessentuki, is een aanslag gepleegd op een overvolle trein. Er vallen 41 doden en honderden gewonden. De aanslag is nog niet opgeëist, maar het Russische ministerie van justitie zoekt de daders in het Tsjetsjeense kamp.

### 6 december
- Decembermoorden - Volgens de Surinaamse minister van Justitie Siegfried Gilds zal de vervolging van de zogeheten Decembermoorden nog voor het eind van 2004 plaatshebben.
- moord op Zoran Đinđić - In Rotterdam zijn twee Servische broers opgepakt die worden verdacht van de moord op de Servische premier Zoran Djindjic op 12 maart van dit jaar.
- Euthanasie (Nederland) - Het project Steun en consultatie bij euthanasie in Nederland (Scen) van artsenorganisatie KNMG zal per 1 januari worden gestaakt. Scen-artsen werden ingeschakeld voor een second opinion bij euthanasie. Staatssecretaris Ross-van Dorp wil de onafhankelijkheid van de Scen-artsen niet garanderen en weigert bovendien voldoende geld vrij te maken, stelt de KNMG.
- Kora Award - De Rotterdamse Suzanna Lubrano ontvangt de Kora Award. Lubrano is van Kaapverdische afkomst.
- Nasleep van de Golfoorlog 2003 - De Amerikaanse bewindvoerder in Irak, Paul Bremer, ontsnapt aan een aanslag wanneer een konvooi waarin hij meerijdt wordt aangevallen.

### 7 december
- Zimbabwe/Brits Gemenebest - Nadat het Gemenebest besloot de schorsing van Zimbabwe die vanaf maart 2002 van kracht was, te verlengen, is Zimbabwe met onmiddellijke ingang uit het Gemenebest gestapt.
- Nederland - Organisaties voor de bescherming van dieren en van de natuur kondigen aan een nieuwe publieke omroep te zullen oprichten. De omroep, die als naam Nútopia krijgt, moet op 1 maart 2004 ten minste 50.000 leden tellen, en zal zich richten op meer respect en aandacht voor natuur en milieu.
- Prinses Máxima bevalt van een dochter in het Bronovo-ziekenhuis in Den Haag.
- Rusland - In Rusland vinden verkiezingen plaats voor de Doema, het Russisch parlement. De verkiezingen lijken een gelopen race voor de partij Verenigd Rusland.

### 8 december
- Rusland - De OVSE heeft scherpe kritiek op het verloop van de verkiezingen van 7 december in Rusland. De verkiezingen voldoen volgens de OVSE niet aan democratische standaarden.
- Studiefinanciering - Het kort geding dat op 17 november werd aangespannen door de studentenvakbond LSVb tegen de Informatie Beheer Groep over de verscherpte controles op de adressen van uitwonende studenten is gewonnen door de LSVb.
- Prinses Amalia - De pasgeboren dochter van kroonprins Willem-Alexander en Prinses Maxima zou Prinses Catharina-Amalia gaan heten. De naam zou zijn uitgelekt via een onderzoek op IP-adressen die door het Koninklijk Huis worden gebruikt.

### 9 december
- Prinses Amalia - De dochter van Prins Willem-Alexander en Prinses Maxima heet Catharina-Amalia Beatrix Carmen Victoria. De roepnaam is Amalia.
- Rusland - Bij een zelfmoordaanslag in Moskou komen vijf personen om.
- België - In de Belgische Ardennen storten twee F-16 straaljagers neer. Een piloot komt om, de ander kan zich redden door middel van zijn schietstoel.

### 10 december
- Golfoorlog (2003) - Landen die tegen de aanval op Irak waren, worden uitgesloten van contracten voor de wederopbouw, aldus onderminister Paul Wolfowitz.
- Afghanistan - Er blijken kinderen te zijn omgekomen bij een aanval van het Amerikaanse leger.
- Verenigde Staten - In de haven van Albany is een vrachtschip omgeslagen. Van de bemanning kunnen 15 personen zich redden; drie bemanningsleden worden nog vermist.
- WSIS - In Genève begint de eerste WSIS-top, met 175 deelnemende landen. Het doel van de top is om de 'digitale kloof' te verkleinen.
- Nederland - De Tweede Kamer heeft een wetsvoorstel van LPF en VVD aangenomen dat het mogelijk maakt leiders van terroristische organisaties levenslange gevangenisstraf op te leggen.
- P.C. Hooft-prijs - Cees Nooteboom is de P.C. Hooft-prijs 2004 toegekend.
- Nederland - In Assen wordt een man een halfuur in de cel gezet vanwege het weigeren van een winkelmandje in een supermarkt van het Laurus-concern.
- Visserijbeleid - In Antwerpen delen zeevissers uit verschillende Europese landen 5000 kilo vis uit. Dit als protest tegen strengere visquota.

### 11 december
- Golfoorlog (2003) - De bestuursraad van Irak heeft een tribunaal opgericht dat misdaden tegen de menselijkheid zal berechten die tijdens het regime van de Ba'ath-partij zijn begaan.
- Natuurkunde - Wetenschappers aan Harvard zijn erin geslaagd licht stil te zetten.
- Frankrijk - Een presidentiële commissie ter bescherming van de seculiere Franse maatschappij, adviseert het verbieden van hoofddoekjes in Franse staatsscholen, en stelt voor van joodse en islamitische feestdagen nationale feestdagen te maken.
- Nederlandse Spoorwegen - De Nederlandse Spoorwegen gaan tot 2008 hun personeelsbestand met ruim duizend conducteurs en machinisten verminderen. Ook 500 andere functies verdwijnen. Er zullen geen gedwongen ontslagen vallen.
- Verbouwing Rijksmuseumgebouw - Onder veel media-aandacht is de Nachtwacht tijdelijk verhuisd naar een andere vleugel van het Rijksmuseum. Het museum is grotendeels gesloten in verband met een grote verbouwing.

### 12 december
- Verenigde Staten - De Amerikaanse firma Kellogg, Brown and Root (KBR) rekent veel te hoge prijzen voor aan Amerikaanse troepen in Irak geleverde olie, zo blijkt uit onderzoek van het Pentagon.
- Israël - Ariel Sharon wordt volgens een poll in de Israëlische krant Maariv door de helft van de bevolking van Israël gewantrouwd.
- Europa - Microsoft heeft in veel landen rechtszaken aangespannen tegen het gebruik van de naam LindowsOS. In Zweden wordt de verkoop voorlopig gestaakt.
- Euro - De euro is voor het eerst meer dan 1,23 dollar waard.
- Zwemmen - De Nederlandse damesestafetteploeg zwemt in Dublin een wereldrecord op de 4×50 meter vrije slag in de finale van het Europees Kampioenschap zwemmen op de korte baan.
- Samen op Weg - Na 40 jaar discussie hebben de synodes van de Nederlandse Hervormde Kerk, de Gereformeerde Kerk en de Lutherse Kerk besloten tot een fusie per 1 mei 2004, resulterend in de Protestantse Kerk in Nederland.
- Grotestedenbeleid - Volgens minister Thom de Graaf van Bestuurlijke Vernieuwing is het kabinet bereid om 'onorthodox mee te denken' om de verpaupering in de grote steden tegen te gaan. Zo nodig wil men 'experimenteerwetten' invoeren.

### 13 december

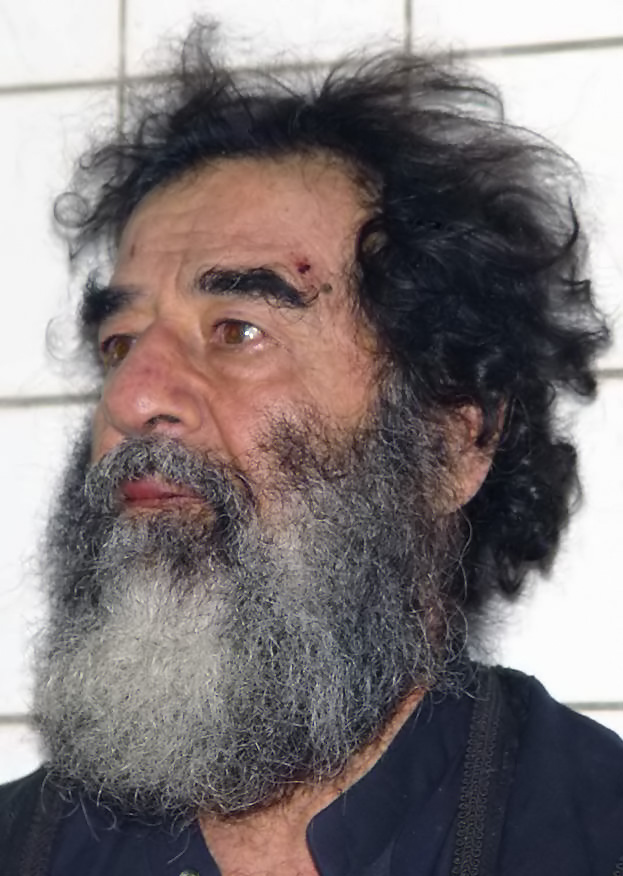
Saddam Hoessein

- Golfoorlog (2003) - De voormalige Iraakse president Saddam Hoessein wordt gearresteerd in een kelder in het dorp Adwar, 15 kilometer ten zuiden van de stad Tikrit.
- Europese Unie - De topconferentie over een grondwet voor de Europese Unie is volledig mislukt.
- België - De partij Vivant besluit om in een kartel met de VLD aan de verkiezingen van juni 2004 deel te nemen.
- Openbaar vervoer/alternatieve energie - Minister Karla Peijs van Verkeer en Waterstaat heeft als eerste een ritje gemaakt in een op waterstofgas rijdende brandstofcelbus. Vanaf morgen rijden drie van deze bussen mee in de normale dienstregeling in Amsterdam-Noord.
- Nederland - Oud-president Michael Gorbatsjov opent de tentoonstelling Het Russische Landschap in het Groninger Museum en bezoekt het congres van de Partij van de Arbeid in de stad Groningen.

### 14 december
- Afghanistan - In de hoofdstad Kaboel is de Loya Jirga begonnen, het overleg van stamleiders.
- Nasleep Golfoorlog 2003 - In de stad Khalidya worden 17 Iraakse politiefunctionarissen gedood door een autobom.
- Pakistan - President Pervez Musharaff ontsnapt aan de dood. Er vond een explosie plaats bij een brug, anderhalve kilometer verwijderd van Islamabad International Airport.
- Nederland - Jozias van Aartsen wordt door de parlementaire pers verkozen tot beste politicus van 2003. João Varela komt als slechtste politicus uit de bus, op de voet gevolgd door Jan Peter Balkenende.

### 15 december
- Golfoorlog (2003) - Saddam Hoessein is overgebracht naar Qatar volgens CNN. De Iraakse regeringsraad spreekt dit tegen; Saddam zou zich nog gewoon in Irak bevinden.
- Dierproeven - Minister Hoogervorst van Volksgezondheid is niet bereid de in april door de Tweede Kamer gevraagde heffing op het gebruik van dierproeven in te voeren.

### 16 december
- Spam - President Bush tekent een wet tegen spam.
- Israël - De Israëlische krant Maariv schrijft dat het Israëlische leger al in 1992 van plan was Saddam Hoessein te doden omdat men hem schuldig achtte aan de aanval op Israël met Scud-raketten in 1991.

### 17 december
- SARS - Bij een onderzoeker van een militair medisch centrum in Taiwan is SARS vastgesteld.
- Golfoorlog (2003) - Donald Rumsfeld bevestigt dat Saddam Hoessein niet zal worden behandeld als krijgsgevangene vallend onder de Geneefse Conventie.
- Oorlog tegen het terrorisme - Stephen Kenny, de eerste burgerlijke advocaat die een gevangene op Guantánamo Bay bezoekt, beschrijft op een persconferentie het kamp als een fysiek en moreel zwart gat, waar gevangenen niet gelijk worden behandeld.
- Frankrijk - President Jacques Chirac steunt het advies van de commissie-Stasi om hoofddoekjes en andere religieuze symbolen te weren van openbare Franse scholen.
- Inkomenspolitiek - Rijke huishoudens hebben het meeste voordeel van overheidsvoorzieningen, stelt het Sociaal en Cultureel Planbureau in zijn rapport "Profijt van de overheid". De inkomensverschillen worden met 4 procent vergroot.
- World Online - World Online (tegenwoordig onderdeel van Tiscali) en oprichtster Nina Brink zijn schuldig bevonden aan misleiding van beleggers bij de beursgang van het Internetbedrijf op 17 maart 2000.
- Suriname - De Surinaamse Servicestation Exploitanten Bond (SSEB) gaat verder met een prikactie nadat minister Franco Demon van Natuurlijke Hulpbronnen tijdens een interview zei dat de SSEB voor een verhoging van de winstmarge niet bij de overheid maar bij de oliemaatschappijen moest zijn.
- Nasleep van de Golfoorlog 2003 - De situatie in Irak is allesbehalve gekalmeerd sinds de arrestatie van Saddam Hoessein. In veel steden wordt er gedemonstreerd en er wordt met scherp geschoten door de Stabilisation Force Iraq. Op deelname aan pro-Saddamdemonstraties staat één jaar celstraf.

### 18 december
- DDR - Egon Krenz, de laatste leider van de DDR, is vervroegd vrijgelaten. Hij zat gevangen wegens medeverantwoordelijkheid voor het beleid waarbij mensen die de DDR-grens probeerden over te steken werden doodgeschoten.
- Kernwapens - Door ondertekening van een verdrag dat een aanvulling is op het non-proliferatie verdrag staat Iran het Internationaal Atoomenergie Bureau (IAEA), toe om onaangekondigde inspecties uit te voeren
- Nederland - In Wormer worden 1200 mensen uit voorzorg geëvacueerd wegens een zeer grote brand in een cacaopakhuis.
- Kabinet-Balkenende II - Het platform Keer het Tij voert in 25 Nederlandse steden actie tegen het beleid van het kabinet-Balkenende II.
- Asielbeleid - De Tweede Kamerfractie van het CDA herziet haar mening, en zal het plan van haar minister Rita Verdonk (Vreemdelingenzaken en Integratie) om uitgeprocedeerde asielzoekers op straat te zetten niet steunen. Hierdoor is er in de Kamer geen meerderheid meer voor dit plan.
- Linux - Na een ontwikkeling van bijna 25 maanden is de nieuwste stabiele versie van de Linuxkernel uitgebracht, genaamd 2.6.

### 19 december
- Kazaa - De Nederlandse Hoge Raad oordeelt dat Kazaa niet zelf inbreuk maakt op auteursrechten, zoals door BUMA/Stemra was gesteld.
- Bouwfraude - De Mededingingsautoriteit (NMA) legt 22 bouwbedrijven, waaronder BAM, Ballast Nedam en Heijmans, boetes op wegens overtreding van het kartelverbod.
- Nederland - In Wormer is de brand in het cacaopakhuis 's ochtends onder controle. 's Avonds worden toch acht gezinnen opnieuw geëvacueerd in verband met de rook.

### 20 december
- Filipijnen - Modderlawines in de provincie Leyte verwoesten twee dorpen. Zeker 61 personen komen om.
- Libië - Na onderhandelingen met de Verenigde Staten en Verenigd Koninkrijk besluit het land te stoppen met de ontwikkeling van massavernietigingswapens.
- Verenigde Staten - De Louisiana Purchase wordt tweehonderd jaar na dato groots herdacht.
- Nederland - Op het strand van Katwijk spoelt een bultrug aan.
- België - Bij een nachtelijk busongeluk op de E19 bij de Franse grens komen 12 inzittenden om, waaronder de chauffeur. De Duitse bus reed tegen de vangrail en vloog in brand. De Belgische autoriteiten vermoeden dat de buschauffeur in slaap was gevallen.

### 21 december
- Libië - Vertegenwoordigers van de Libische regering hebben op het hoofdkantoor van het Internationaal Atoomenergie Bureau (IAEA) in Wenen gesproken met directeur Mohamed ElBaradei over de ontmanteling van Libische massavernietigingswapens.
- Filipijnen - Aardverschuivingen in de provincies Agusan en Surigao maken meer dan 100 slachtoffers.
- Turkije - Voor de Turkse kust vergaat een schip met aan boord 57 mensen die illegaal Europa wilden binnenkomen. Slechts 1 man wordt gered.
- Prinses Diana - De Britse krant The Independent meldt dat Prinses Diana zwanger was toen zij en haar vriend Dodi Al-Fayed op 31 augustus 1997 omkwamen bij een auto-ongeluk. De krant zou dit hebben vernomen van een Franse politiechef.
- Rusland - De liberale oppositiepartij Jablonko verklaart niet te zullen meedoen aan de verkiezingen op 14 maart 2004. De partij heeft er geen vertrouwen in dat de verkiezingen eerlijk zullen verlopen.
- Deltawerken - De schuiven van de Oosterscheldekering gaan dicht in verband met een zware storm met windsnelheden van meer dan 110 kilometer per uur.

### 22 december
- Verenigde Staten - Bij een zware aardbeving in Californië, met een kracht van 6,5 op de schaal van Richter, komen twee vrouwen om. Er vallen 46 gewonden. De materiële schade loopt in de miljoenen dollars.
- Oorlog tegen het terrorisme - Minister Tom Ridge van Binnenlandse Veiligheid kondigt Code Orange af, de op een na hoogste staat van paraatheid, omdat er aanwijzingen zijn dat Al Qaida aanslagen wil plegen tijdens de kerstdagen.
- moord Zoran Đinđić - In een speciaal ingerichte rechtszaal begint het proces tegen de verdachten van de moord op de Servische premier Zoran Đinđić.
- Nederlandse Antillen - De omstreden politicus Anthony Godett wordt veroordeeld tot een jaar gevangenisstraf, waarvan 3 maanden voorwaardelijk, wegens valsheid in geschrifte, witwassen van geld, en corruptie.

### 23 december
- Nederland - Michail Gorbatsjov bezoekt de stad Groningen om een tentoonstelling van Russische schilderkunst in het Groninger Museum te openen en een bezoek te brengen aan het congres van de PvdA.
- Schiphol - Schiphol en KLM weigeren de meerkosten voor geluidsisolatie van woningen rond Schiphol te vergoeden. Beide bedrijven dreigen de Nederlandse Staat voor de rechter te dagen.
- Nederland - Journalist Peter R. de Vries zegt een landelijke politieke partij op te willen richten om de veiligheid in Nederland te verbeteren. Naam noch programma zijn bekend.

### 24 december
- Bolivia - De Boliviaanse president Carlos Mesa roept de noodtoestand uit wegens overstromingen.
- Vuurwerkramp Enschede - De rechtbank van Den Haag beslist dat noch de Staat, noch de gemeente Enschede verantwoordelijk is voor de vuurwerkramp in Enschede in 2000.
- Tennis - De tennissers Lleyton Hewitt en Kim Clijsters kondigen hun verloving aan.

### 25 december
- Mars Express - De orbiter van de Europese Mars Express voert een succesvolle manoeuvre uit en plaatst zich in een baan om Mars. Tegelijkertijd landt de Beagle 2, die zich enkele dagen eerder van de Mars Express heeft afgescheiden, op Mars, maar op Aarde wordt geen enkel signaal opgevangen.
- Benin - Een Boeing 727 stort vlak na het opstijgen vanaf de luchthaven van Cotonou, Luchthaven Cadjehoun, in de Atlantische Oceaan, waarbij 110 inzittenden omkomen; voor het merendeel Libanezen.
- Pakistan - President Pervez Musharraf ontsnapt opnieuw aan de dood, bij de tweede zelfmoordaanslag in twee weken. Veertien mensen komen om.
- China - Na aanvankelijke ontkenningen bevestigen Chinese autoriteiten dat enkele dagen eerder bijna 200 mensen zijn omgekomen bij een gasexplosie als gevolg van een proefboring. Dertigduizend mensen zijn op de vlucht geslagen.
- Nederland - Een overspannen vrouw veroorzaakt een gasexplosie in haar woning in Lelystad. Er vallen vier gewonden, onder wie drie brandweerlieden.

### 26 december
- Aardbeving Bam - Een aardbeving met een kracht van 6,6 op de schaal van Richter verwoest de historische stad Bam, duizend kilometer ten zuidoosten van Teheran. Meer dan 28.000 mensen komen om, 30.000 raken gewond en 100.000 raken dakloos bij deze catastrofe.
- Srebrenica - De Bosnische regering meldt dat een speciale commissie de val van Srebrenica in juli 1995 zal onderzoeken. Het eindrapport wordt april 2004 verwacht.
- Nederland - De politie van Den Haag doorzoekt de ambassade van de Verenigde Staten na een 'verontrustende melding'.

### 27 december
- Nasleep Golfoorlog 2003 - In de stad Karbala worden 4 Bulgaren en 2 Thais van de Stabilisation Force Iraq gedood bij een aanslag.
- Italië - Europese Unie-voorzitter Romano Prodi komt met de schrik vrij bij het openen van een verdacht pakketje dat bij hem thuis was bezorgd. Het pakketje explodeert, maar richt geen schade aan.

### 28 december
- Golfoorlog (2003) - Paul Bremer, de Amerikaanse bestuurder in Irak, doet de bewering dat een netwerk van geheime laboratoria voor de productie van massavernietigingswapens is ontdekt af als nonsens. Als hij hoort dat de bewering afkomstig is van de Britse premier Tony Blair, uit diens kerstboodschap, krabbelt Bremer terug.
- Libië - VN-wapeninspecteurs bezoeken vier atoominstallaties in Libië.

### 29 december
- Libië - VN-wapeninspecteurs krijgen ontmantelde uraniumcentrifuges te zien.
- euro - De euro bereikt de recordhoogte van 1,25 dollar.
- Parmalat - Parmalat-oprichter Calisto Tanzi bekent dat hij vele tientallen miljoenen heeft verduisterd.
- Nederland - Bij het kantoor van Europol in Den Haag wordt een bompakket gevonden dat was verstopt in een postpakket. Het wordt ter plaatse onschadelijk gemaakt door de Explosievenopruimingsdienst.

### 30 december
- Nederland - Drie containers met vaten pesticiden worden teruggevonden. Ze waren op 21 december tussen Texel en Vlieland overboord geslagen tijdens een zware storm.

### 31 december
- Cuba - In de officiële Cubaanse partijkrant Granma verschijnt een foto van Fidel Castro waarop een hitlersnorretje is getekend.
- Golanhoogten - Een Israëlische commissie adviseert het aantal kolonisten op de bezette Golanhoogten met 50% uit te breiden.
- Verenigde Staten - Het Amerikaanse ministerie van Defensie verbreekt de overeenkomst met het bedrijf Halliburton dat tegen te hoge prijzen benzine leverde aan troepen in Irak.
- Ziektekostenverzekering/Anticonceptie - Volgens een onderzoek van Firm United Healthcare zal 20% van de vrouwen die nu de anticonceptiepil gebruikt daarmee stoppen door de verdwijning van de pil uit het ziekenfonds.
- Nederland - Zowel in Den Haag als Nijmegen brandt een woning uit als gevolg van een ongeluk met vuurwerk.

## Overleden
← · januari · februari · maart · april · mei · juni · juli · augustus · september · oktober · november · december ·  →